# Nascita di Venere (Boucher)

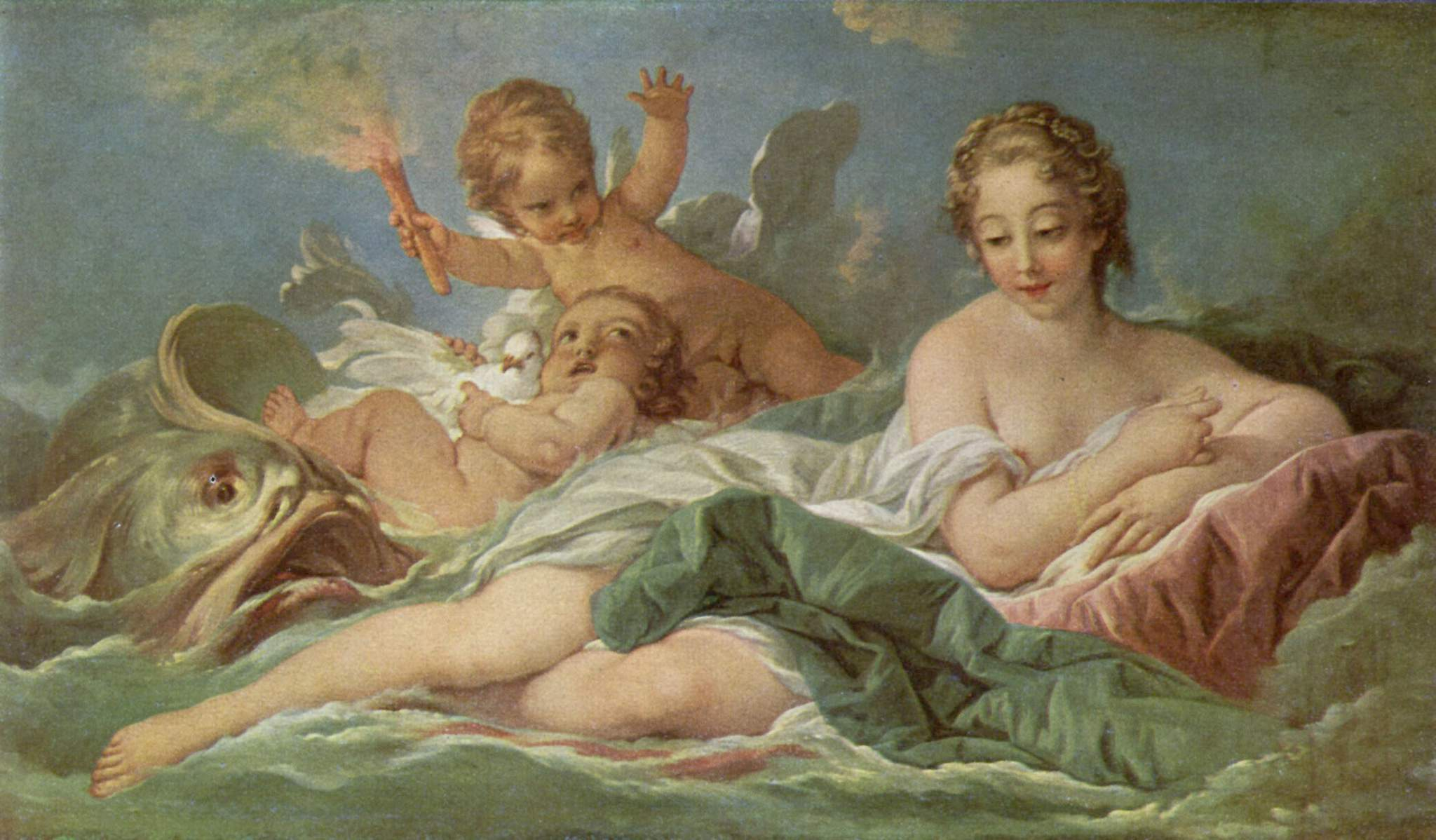

La nascita di Venere è un dipinto ad olio su tela di François Boucher; risalente al 1754 è oggi esposto alla Wallace Collection di Londra.
L'opera rappresenta la nascita di Venere (divinità) dal Mare, una delle iconografie più notevoli della Dea.
Il titolo è condiviso da varie opere di alcuni pittori di spicco: Nascita di Venere di Sandro Botticelli, Nascita di Venere di William-Adolphe Bouguereau, Nascita di Venere di Alexandre Cabanel, La nascita di Venere di Eugène-Emmanuel Amaury-Duval; infine anche dalla Venere anadiomene.